# Csetneki csipke

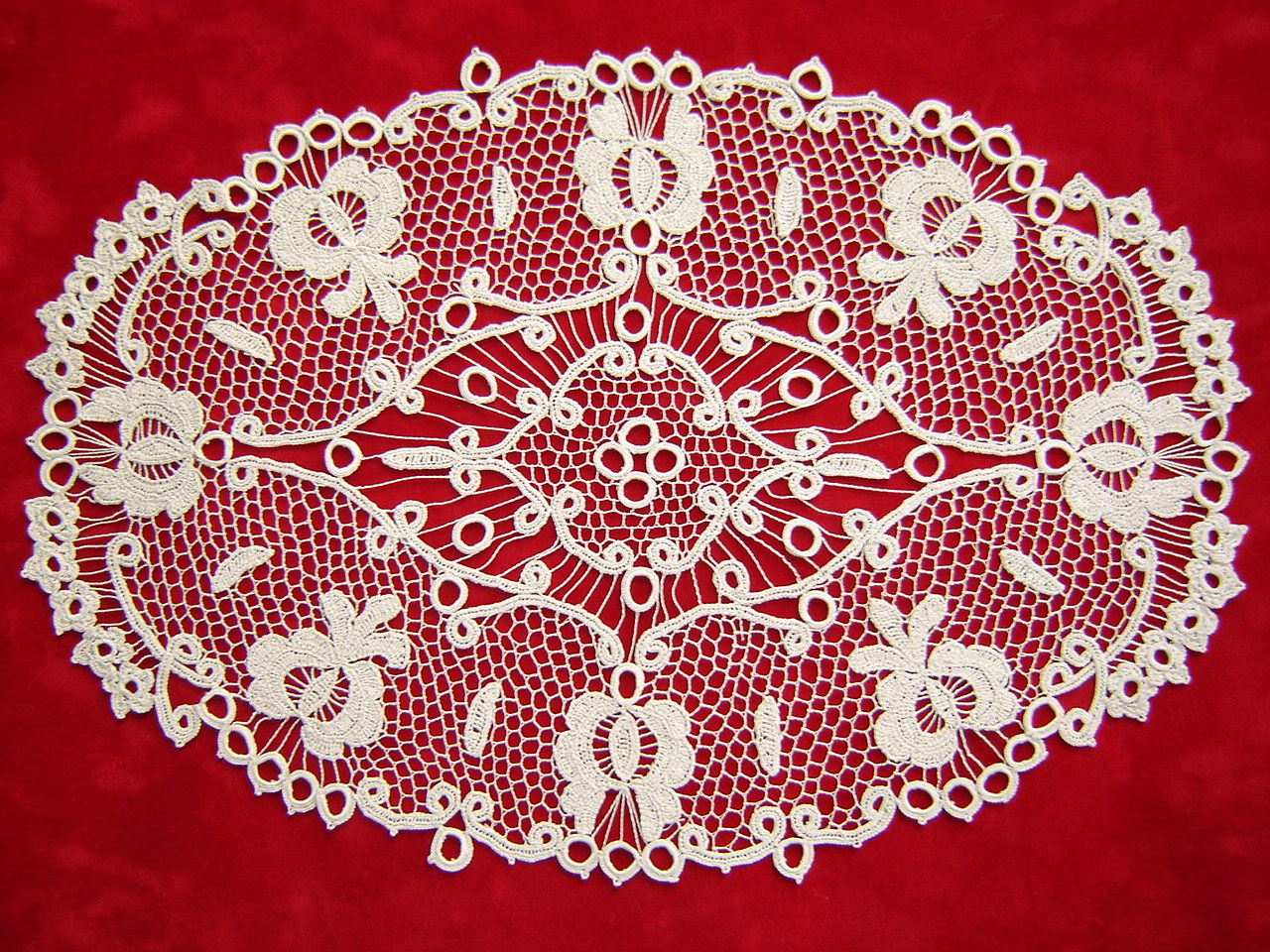
Csetneki csipkedísz

A csetneki csipke egy horgolt csipketechnika, amely a 20. század elején jött létre Csetneken. Megalkotói a szász származású Szontagh nővérek. 
A csetneki asszonyok a 19. században elsősorban dohánytermesztéssel foglalkoztak. A dohányipar az 1880-as években visszaesett. A felszabaduló női munkaerő képzésével a Szontagh nővérek egy – az európai divatnak megfelelő – csipke készítési kultúráját honosították meg. Így alakult ki a gömöri vert csipke mellett egy sajátos motívumvilágú csipkekészítési technika.

## Története

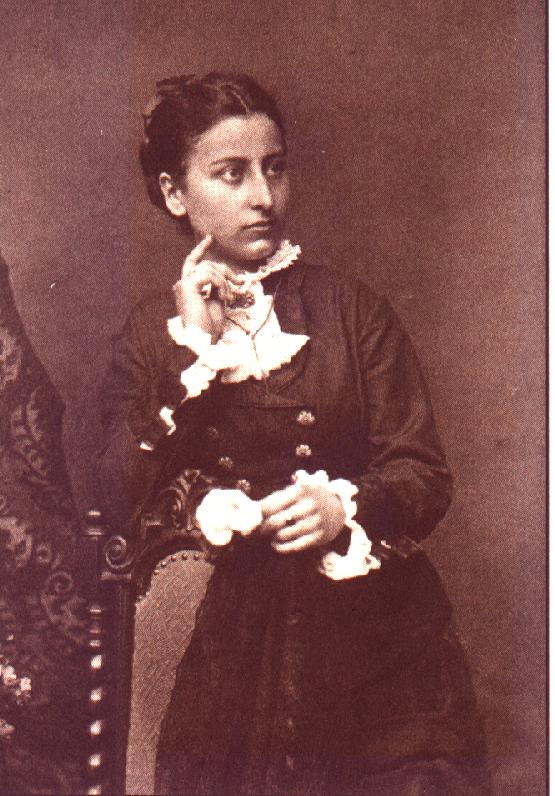
Szontagh Erzsébet

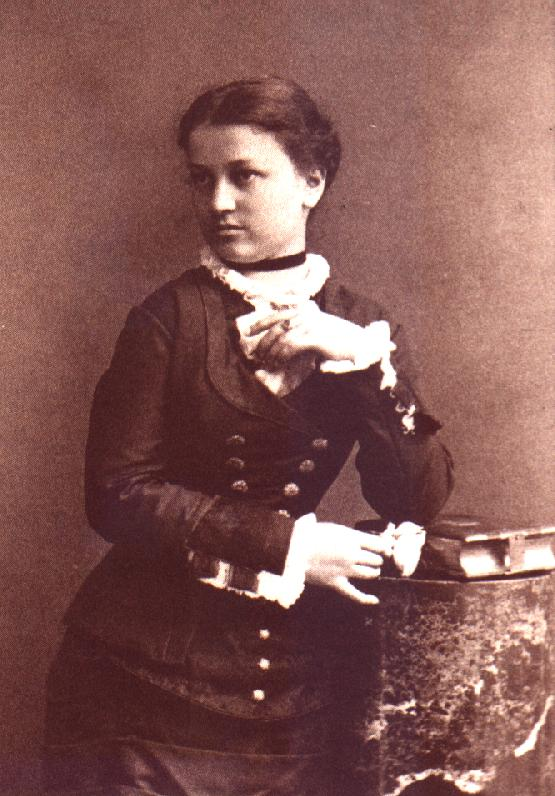
Szontagh Aranka

Szontagh Erzsébet és Aranka a 20. század kezdetén úgy döntöttek, hogy meghonosítanak valamilyen háziipart. Az ötletet Kata unokatestvérük adta, aki Párizsból való hazatérte után megmutatta nekik az ott tanult divatos ír csipkét, ami ekkor egész Európa területén az egyik legnépszerűbb csipkefajta volt. 
Ezt vették alapul. Motívumkincsét megváltoztatták, magyar népművészet mintavilágát integrálták bele. Ezzel részben kezdeményezői lettek a Tulipános mozgalomnak Felvidéken. Az első kollekció 1905 nyarára készült el. Még ugyanezen évben megszervezték az első tanfolyamot Csetneken, amelyen 42 asszony vett részt. Később más Monarchián belüli városokban is szerveztek tanfolyamokat, ilyen városok többek közt Budapest, Temesvár, Zágráb, Kecskemét, Dés, Rozsnyó. Eleinte ingyen tanítottak, később a tandíj 3 korona lett. A tanfolyamokon előfordult, hogy annyi jelentkező volt, hogy csak többszörre tudták megtartani a tanfolyamot.
„úgysem szükséges, hogy a tanító mindennap nézzen a munkálkodó ujjakra, amit egyszer megmutatott, a tanítvány megértette – tessék azt gyakorolni, mert az a fő dolog” 
(Szontagh Aranka)
A tanfolyamokon betanított asszonyok dolgoztak be nekik. Az asszonyok fizetése napi 2-3 korona, a 14 évesek lányok 1 koronát kaptak. Az összeg a munka minőségétől, nehézségétől és gyorsaságától is függött. A nekik dolgozó asszonyok ingyen kapták azon darab mintaívét, amelyet el kellett készíteniük, illetve a kimért alapanyagot. Szabályzatot adtak ki a készítéssel és az áruátvétellel kapcsolatban. Ebben többek közt olyan pontok is szerepelnek, mint:
„A megrendelés mielőbb készitendö, annak 4 héten tuli szállitása biztos átvételre nem számithat.” 
„Csak azokat láthatjuk el munkával, kik állandóan a mi részünkre dolgoznak, mivel azoktól, kik másfelé is vállalnak megrendelést, biztos szállítás nem várható.” 
1907-ben, majd 1908-ban is alaptechnika ismertető kiskönyvet adtak ki Csetneki magyar csipke címmel. Mindkettőben alapmotívumok horgolásának mintáját írták le. A könyvek azonban hibás leírásokat tartalmaznak.
1907-ben még csak Rezessy Béla csetneki üzletében lehetett kapni csetneki csipkét. A következő években Budapesten is egyre több üzletben lehet csipkét vásárolni. 1910-ben kiváltják iparigazolványukat, és 1911-ben pedig bejegyeztetik a cégüket Csetneki Magyar Csipke Szontagh Nővérek név alatt. Szintén ekkor kerül sor arra, hogy saját üzletet nyissanak Budapesten. Ez az üzlet a Párisi utca és a Városháza utca sarkán nyílik meg. Itt nem csak csetneki csipkét, hanem más csipkéket, hímzéseket, méterárut, egyedi tervezésű kézimunka rajzokat, kiadványaikat a csetneki csipkéről illetve képeslapokat is lehetett kapni, amelyeken az ő termékeik képei voltak találhatóak. Modelljeik katalogizálva voltak, csak megrendelésre készültek. Minden egyes elkészült darab védjeggyel volt ellátva, melyen egy négy levelű lóhere volt látható, s köré ez a szöveg volt írva: CSETNEKI MAGYAR CSIPKE Törv. Védve. A védjegy hátoldalára pedig ráírták a darab megnevezését, a modell számát, az árát és a készítés dátumát. Erzsike irányította az üzletet, míg Aranka az új darabok tervezésével és kivitelezésével foglalkozott. Nagy volt az érdeklődés nemcsak a csetneki csipke iránt, de a többi termékük iránt is. Nemcsak Európából voltak megrendeléseik, de még Amerikából is rendeltek tőlük csipkét, ide hetente körülbelül 1000 korona értékű árut szállítottak az 1910-es években. Számos kiállításon vettek részt munkáik, s több oklevelet is kaptak. Ilyen az 1908-ban kapott Eperjesi Tulipánszövetség kiállításáról származó emléklap illetve az 1910-ben Szabolcs vármegye gazdasági kiállításán kapott díszoklevél.
1912-ben a balkáni háború kezdetekor a megrendeléseket egyre gyakrabban mondták vissza. Egyre kevesebb dolgozót tudtak foglalkoztatni. 1914-ben, az I. világháború kitörésekor, az üzletüket be kellett zárni. Aranka így ír erről: 
„Keserves volt ezt a telepnek tudtul adni, gondoltam milyen kétségbeesés lesz a válasz, de nem volt más lehetőség, hisz ekkor már 700 munkásnő küldte be nekünk készítményét, s minden eladás megszűnt.” 
1917-ben Erzsébet 61 évesen meghalt. 
Az I. világháború után a divat megváltozott. Az eddig használatos bársony helyett a zsorzsett jött divatba, amihez már nem illett a vastag körvonalú csipke. Változtatni kellett. Aranka, hogy lengébb csipkét kapjon, a betétszálakat sokkal vékonyabbra cserélte, sok helyen el is hagyta. Ezt a technikát azonban már inkább terítők készítésére alkalmazták. 1920-tól tanítani kezdte az új technikát, de ezúttal már nem volt annyi jelentkező, mint amikor elkezdték a eredeti csipke gyártását. A II. világháború ideje alatt a kereslet ismét megszűnik. 
A háború után Aranka már nem tudja feltámasztani a csetneki csipkét. Élete utolsó éveiben fekvőbeteg lesz, majd 1950-ben 92 éves korában meghal. 
1996-ban egy gyakorlott csipkekészítő, a debreceni Medgyesi Károlyné Vághy Ida az, aki felfigyel erre a technikára. Ő az, aki újra felfedezi feledésbe merült technológiát. Új darabokat készítenek társaival Aranka tervezései alapján, majd kiállításokon mutatják be ezeket. Vághy Ida tovább kutatva megkeresi a Szontagh hölgyek örököseit, s igyekszik feltérképezni mindent, ami a csetneki csipkével kapcsolatos.

## A csetneki csipke létrejötte és fejlődése
Maga a csetneki csipke az ír csipkéből alakul ki. Az alapja ugyanaz, domború motívumok hálószerkezettel összekötve. Azonban a motívumok nem emelkednek ki a csipke síkjából, mint az az írnél megvan. Csupán egy leheletnyi plaszticitás van benne. A Szontagh nővérek új motívumvilágot adnak a csipkéjüknek. A magyaros hímzések motívumkincséből merítenek ihletet, és a kor stílusához igazítják. Ilyenek motívumok a különböző granátalmák, a rózsák, a tulipánok, a bajuszkák, levélkék, szőlőfürtök, cseresznyék illetve a karikák.  
A csetneki csipke technikája két időszakra oszlik: az I. világháború előttire (régi technika) illetve a világháború utánira (új technika). A régi technika mindent horgol. A háló is horgolva van. A betétszál vastag, ami egy bizonyos tartást biztosít a csipkének. A motívumok szorosan és sűrűn vannak horgolva, ezáltal egyöntetű, egyenletes felületek jönnek létre. Míg az új technika a hálót már varrja, a betétszálat pedig majdnem teljesen elhagyja. A csipke így sokkal lengébb, könnyedebb lesz. Lazán horgolják. 